# Валли (округ, Небраска)
Округ Валли (англ. Valley County) — округ, расположенный в штате Небраска (США) с населением в 4647 человек по статистическим данным переписи 2000 года. Столица округа находится в городе Орд.

## История
Округ Валли был образован в 1871 и получил своё название в соответствии с географическим рельефом местности, поскольку значительная часть территории округа расположена в долине между реками Северная и Средняя Луп.
12 июня 2010 года из-за сильных проливных дождей произошло обрушение частной дамбы, в результате чего были затоплены территории сельскохозяйственных угодий и деревня Норт-Луп. На время наводнения все жители этой деревни были эвакуированы в безопасное место.

## География
По данным Бюро переписи населения США округ Валли имеет общую площадь в 1476 квадратных километров, из которых 1471 кв. километр занимает земля и 5 кв. километров — вода. Площадь водных ресурсов округа составляет 0,13 % от всей его площади.

### Соседние округа
- Гарфилд — север
- Грили — восток
- Кастер — запад
- Шерман — юг

## Демография
По данным переписи населения 2000 года в округе Валли проживало 4647 человек, 1298 семей, насчитывалось 1965 домашних хозяйств и 2273 жилых дома. Средняя плотность населения составляла 3 человека на один квадратный километр. Расовый состав округа по данным переписи распределился следующим образом: 98,15 % белых, 0,15 % чёрных или афроамериканцев, 0,32 % коренных американцев, 0,11 % азиатов, 0,06 % выходцев с тихоокеанских островов, 0,41 % смешанных рас, 0,80 % — других народностей. Испано- и латиноамериканцы составили 1,61 % от всех жителей округа.
Из 1965 домашних хозяйств в 28,00 % — воспитывали детей в возрасте до 18 лет, 58,70 % представляли собой совместно проживающие супружеские пары, в 5,10 % семей женщины проживали без мужей, 33,90 % не имели семей. 31,00 % от общего числа семей на момент переписи жили самостоятельно, при этом 17,90 % составили одинокие пожилые люди в возрасте 65 лет и старше. Средний размер домашнего хозяйства составил 2,32 человека, а средний размер семьи — 2,93 человека.
Население округа по возрастному диапазону по данным переписи 2000 года распределилось следующим образом: 24,70 % — жители младше 18 лет, 4,80 % — между 18 и 24 годами, 22,60 % — от 25 до 44 лет, 23,90 % — от 45 до 64 лет и 24,00 % — в возрасте 65 лет и старше. Средний возраст жителей округа составил 44 года. На каждые 100 женщин в округе приходилось 91,70 мужчины, при этом на каждых сто женщин 18 лет и старше приходилось 90,50 мужчины также старше 18 лет.
Средний доход на одно домашнее хозяйство в округе составил 27 926 долларов США, а средний доход на одну семью в округе — 35 571 доллар. При этом мужчины имели средний доход в 25 224 доллара США в год против 17 217 долларов США среднегодового дохода у женщин. Доход на душу населения в округе составил 14 996 долларов США в год. 10,10 % от всего числа семей в округе и 12,80 % от всей численности населения находилось на момент переписи населения за чертой бедности, при этом 16,30 % из них были моложе 18 лет и 12,70 % — в возрасте 65 лет и старше.

## Основные автодороги
- Автомагистраль 11
- Автомагистраль 22
- Автомагистраль 58
- Автомагистраль 70

## Населённые пункты

### Города и деревни
- Аркейдия
- Илирия
- Норт-Луп
- Орд

### Тауншипы
- Аркейдия
- Дейвис-Крик
- Илирия
- Энтерпрайз
- Юрика
- Джераниум
- Индепендент
- Либерти
- Мичиган
- Нобл
- Норт-Луп
- Орд
- Спрингдейл
- Винтон
- Йал

## Политика
В округе Валли зарегистрировано 3287 жителей, имеющих право избирательного голоса, 59 % из которых относят себя к республиканцам, 31 % — к демократам и 9 % — ни к одной из перечисленных партий.